# Paramaribo
Paramaribo (alcunha Par′bo) é a capital e maior cidade do Suriname. Com uma população de cerca de 250 mil habitantes, a cidade está localizada às margens do rio Suriname, 5°52' Norte e 55°10' Oeste, distando aproximadamente 15 km do Oceano Atlântico.  Bauxita, cana-de-açúcar, arroz, cacau, café, rum, e madeiras tropicais são exportados de Paramaribo. A cidade também manufatura cimento, tinta e cerveja.
Sua área foi dominada pela Grã-Bretanha em 1630, e em 1650, a cidade tornou-se a capital da mais nova colônia britânica. O território foi então disputado entre os britânicos e os holandeses, ficando sob domínio holandês desde 1815 até a independência do Suriname em 1975. Seus cidadãos são formados principalmente de indianos, indígenas, javaneses, africanos e descendentes de holandeses.
Paramaribo tem um museu, uma catedral, fortes e canais remanescentes da época holandesa. O centro histórico da cidade é desde 2002  reconhecido como Património Mundial da UNESCO.

## História

### Topônimo
O nome Paramaribo é provavelmente uma variação do nome de uma aldeia indígena Parmirbo que se situa na foz do rio Suriname. Com origem na língua tupi-guarani, Paramaribo significa habitantes do grande rio, em que para significa "grande rio" e maribo, "habitantes".

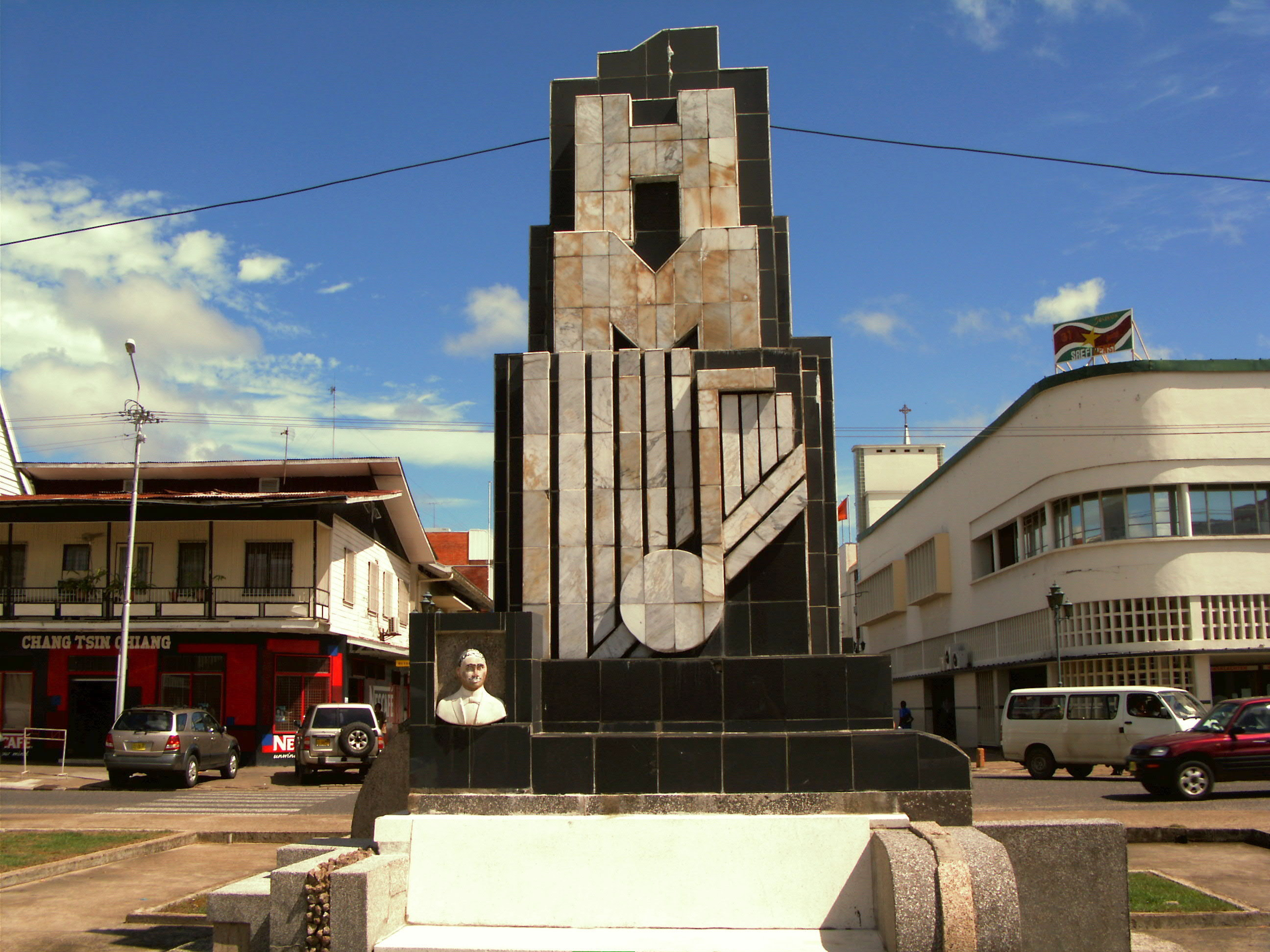
Monumento Helstone

### Fundação
Esta foi a localização do primeiro assentamento holandês, um entreposto comercial estabelecido por Nicolaes Baliestel e Dirck Claeszoon van Sanen, em 1613. Comerciantes ingleses e franceses também tentaram estabelecer assentamentos no Suriname, incluindo um posto francês estabelecido em 1644 perto da atual Paramaribo.
O assentamento holandês foi abandonado algum tempo antes da chegada dos colonizadores ingleses em 1650. Os colonos foram enviados pelo governador inglês de Barbados, Lord Francis Willoughby, 5º Barão Willoughby de Parham, e estabeleceram uma cidade no local de Paramaribo (provavelmente ao sul do atual centro da cidade). A cidade era protegida por um forte, chamado Fort Willoughby. Em 1662, o governador Willoughby recebeu o assentamento e as terras vizinhas (que se estendem até o interior do Suriname) pelo rei Carlos II.
Em 1667, durante a Segunda Guerra Anglo-Neerlandesa, Paramaribo foi conquistada por um esquadrão de navios sob o comando de Abraham Crijnssen. O Tratado de Breda, em 1667, confirmou Paramaribo como a principal cidade da atual colônia holandesa do Suriname. O forte que protegia Paramaribo foi renomeado Forte Zeelandia em homenagem à província holandesa que financiara a frota da Crijnssen. (A cidade também foi renomeada New Middelburg, mas o nome não pegou entre os habitantes).
A população de Paramaribo sempre foi muito diversificada. Entre os primeiros colonos britânicos estavam muitos judeus e uma das mais antigas sinagogas das Américas encontrada-se em Paramaribo. A população da cidade aumentou muito depois de 1873, quando os ex-escravos (que haviam sido libertados em 1863) foram autorizados a deixar de trabalhar para seus antigos senhores e deixar as plantações de cana-de-açúcar.

### Pós-independência
Paramaribo permaneceu como a capital do Suriname, desde seus dias coloniais até a independência do Suriname em 1975, bem como até os dias atuais. A cidade velha sofreu muitos incêndios devastadores ao longo dos anos, nomeadamente em janeiro de 1821 (que destruiu mais de 400 edifícios) e setembro de 1832 (que destruiu cerca de 50 edifícios).
Em 1987, uma reorganização administrativa ocorreu no Suriname e a cidade foi dividida em 12 jurisdições administrativas.

## Geografia

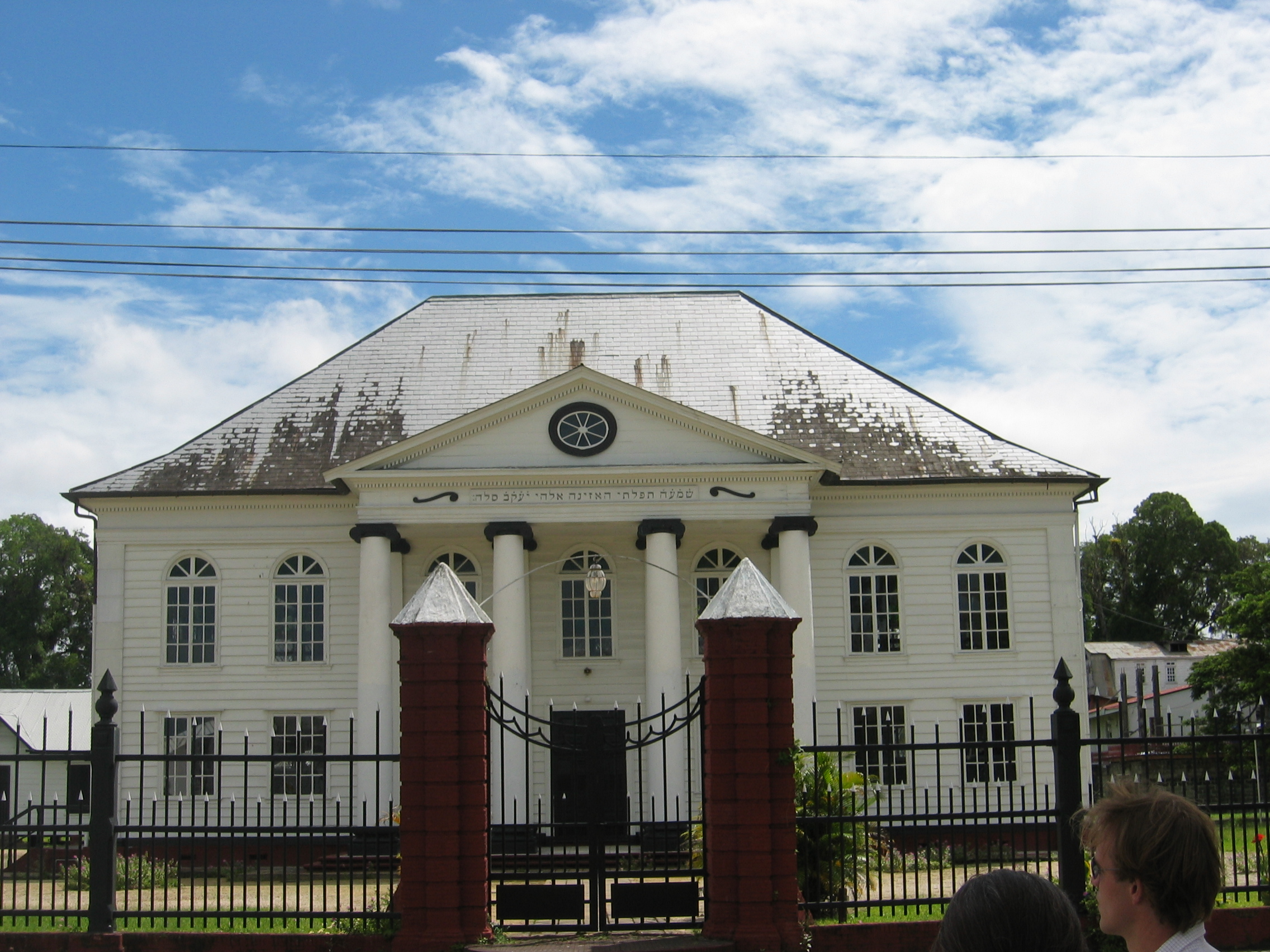
Sinagoga em Paramaribo

A cidade está localizada às margens do rio Suriname, a aproximadamente 15 km do Oceano Atlântico, no distrito de Paramaribo.

### Clima
Paramaribo possui um clima de floresta tropical, na classificação climática de Köppen. A cidade não tem uma verdadeira estação seca, todos os 12 meses do ano medem mais de 60 mm de chuva, mas a cidade experimenta períodos notavelmente mais úmidos e secos durante o ano. O "Outono" (setembro a novembro) é o período mais seco do ano em Paramaribo. Comum a muitas cidades com este clima, as temperaturas são relativamente consistentes ao longo do ano, com altas temperaturas médias de até 31 graus Celsius e baixas temperaturas médias, por volta de 22 graus Celsius. Paramaribo, em média, recebe cerca de 2200 mm de chuva por ano.
| Dados climatológicos para Paramaribo | Dados climatológicos para Paramaribo | Dados climatológicos para Paramaribo | Dados climatológicos para Paramaribo | Dados climatológicos para Paramaribo | Dados climatológicos para Paramaribo | Dados climatológicos para Paramaribo | Dados climatológicos para Paramaribo | Dados climatológicos para Paramaribo | Dados climatológicos para Paramaribo | Dados climatológicos para Paramaribo | Dados climatológicos para Paramaribo | Dados climatológicos para Paramaribo | Dados climatológicos para Paramaribo |
| Mês                                  | Jan                                  | Fev                                  | Mar                                  | Abr                                  | Mai                                  | Jun                                  | Jul                                  | Ago                                  | Set                                  | Out                                  | Nov                                  | Dez                                  | Ano                                  |
| ------------------------------------ | ------------------------------------ | ------------------------------------ | ------------------------------------ | ------------------------------------ | ------------------------------------ | ------------------------------------ | ------------------------------------ | ------------------------------------ | ------------------------------------ | ------------------------------------ | ------------------------------------ | ------------------------------------ | ------------------------------------ |
| Temperatura máxima recorde (°C)      | 33                                   | 34                                   | 35                                   | 37                                   | 37                                   | 36                                   | 37                                   | 37                                   | 36                                   | 37                                   | 36                                   | 36                                   | 37                                   |
| Temperatura máxima média (°C)        | 30                                   | 30                                   | 30                                   | 31                                   | 30                                   | 31                                   | 31                                   | 32                                   | 33                                   | 33                                   | 32                                   | 30                                   | 31                                   |
| Temperatura mínima média (°C)        | 22                                   | 22                                   | 22                                   | 22                                   | 23                                   | 22                                   | 22                                   | 23                                   | 23                                   | 23                                   | 23                                   | 22                                   | 22                                   |
| Temperatura mínima recorde (°C)      | 17                                   | 17                                   | 17                                   | 18                                   | 19                                   | 20                                   | 20                                   | 15                                   | 21                                   | 20                                   | 21                                   | 18                                   | 15                                   |
| Precipitação (mm)                    | 200                                  | 140                                  | 150                                  | 210                                  | 290                                  | 290                                  | 230                                  | 170                                  | 90                                   | 90                                   | 120                                  | 180                                  | 2 220                                |
| Fonte: Weatherbase                   |                                      |                                      |                                      |                                      |                                      |                                      |                                      |                                      |                                      |                                      |                                      |                                      |                                      |

### Cidades Irmãs
- Antuérpia, Bélgica.
- Hangzhou, na China.
- Willemstad, Curaçao.
- Yogyakarta, na Indonésia.

## Cultura
Aos domingos e feriados são comuns competições de canto de pássaros. O único cinema do país está em Paramaribo.

## Economia
A cidade é grande exportadora de ouro, bauxita, cana de açúcar, cacau, café e rum.

## Transporte
Paramaribo é servida pelo Aeroporto Internacional Johan Adolf Pengel e o Aeroporto Zorg en Hoop para viagens locais.

## Esportes
Paramaribo é a cidade natal de vários futebolistas famosos:
- Andwélé Slory
- Aron Winter
- Clarence Seedorf
- Edgar Davids
- Fabian Wilnis
- Henk Fraser
- Jerry de Jong
- Jimmy Floyd Hasselbaink
- Kelvin Leerdam
- Maarten Atmodikoro
- Mark de Vries
- Regi Blinker
- Romeo Castelen
- Stanley Menzo
- Ulrich van Gobbel
- Edson Braafheid

Outros esportes notáveis na cidade são o tênis, o golfe, o basquete e o xadrez.

## Pontos de interesse
- Assembleia Nacional do Suriname
- Sinagoga Neveh Shalom
- Igreja Houten
- Mesquita do Suriname
- Forte Zeelandia